# 국가조례
《국가조례》(중국어: 國歌條例, 영어: National Anthem Ordinance)는 중화인민공화국의 국가인 《의용군 진행곡》 사용을 규율하는 홍콩의 조례이다. 2017년에 있었던 《중화인민공화국 국가법》 제정을 계기로 2018년부터 홍콩에서 제정 논의가 시작되었다. 2020년 6월 12일에 홍콩 입법회를 통해 제정되었다.

## 내용
《국가조례》는 6개 조문으로 구성되어 있다.
- 제1조: 중화인민공화국의 국기, 국가를 정의하고 있다.
- 제2조: 중화인민공화국의 국가 연주 및 제창에 관한 규정을 정의하고 있다. 이 조문은 특히 홍콩 시민들이 중화인민공화국의 국가가 연주되는 동안에 "엄숙하게 서 있는 자세"를 취하도록 규정하고 있다.
- 제3조: 중화인민공화국의 국가의 보호를 정의하고 있다. 이 조문은 홍콩 시민들이 중화인민공화국의 국가를 상업적인 목적이나 배경 음악과 같은 상황에서 국가를 사용하는 것을 금지하고 있다. 또한 홍콩 시민들이 가사를 바꾸거나 풍자·조롱·왜곡하는 방식으로 부르는 것과 같이 어떤 방식으로든 중화인민공화국의 국가를 모욕하는 것을 금지하고 있는데 이를 위반하면 최고 50,000 홍콩 달러의 벌금형 또는 3년 이하의 징역형에 처한다고 규정하고 있다.
- 제4조: 중화인민공화국의 국가의 홍보를 정의하고 있다. 이 조문은 홍콩의 초등교육·중등교육에서 노래하기, 역사, 관련 예절을 포함한 중화인민공화국의 국가에 관한 교육 과정을 포함시켜야 한다고 규정하고 있다. 또한 홍콩의 모든 텔레비전·라디오 방송국은 통신 당국의 요청이 있을 때에 중화인민공화국의 국가를 연주하도록 규정하고 있다.
- 제5조: 국가조례에 관한 보충 조항을 정의하고 있다. 이 조문은 중화인민공화국 전국인민대표대회에서 채택한 《중화인민공화국 국가법》이 홍콩의 《국가조례》와 일치하지 않는 경우에 홍콩의 《국가조례》를 적용한다고 규정하고 있다.
- 제6조: 국가조례에 따른 여러 조례들의 개정을 정의하고 있다. 예를 들어 홍콩의 《상표조례》에서는 중화인민공화국의 국가 사용에 관한 조항을 추가한다고 규정하고 있다.

## 입법 배경
홍콩과 중국 대륙 간의 관계는 2014년 홍콩 시위를 계기로 악화되었고 홍콩 시민들은 종종 스포츠 경기에서 중국의 국가인 《의용군 진행곡》에 대해 공개적인 야유를 내보내기도 했다. 2015년 6월에는 홍콩 웡곡대구장에서 열린 홍콩과 몰디브의 2018년 FIFA 월드컵 아시아 지역 2차 예선 경기 시작을 앞두고 중국의 국가가 연주되는 동안에 홍콩 축구 국가대표팀 팬들의 야유가 쏟아지는 사건이 발생했다. 2015년 9월에 열린 홍콩과 카타르의 경기에서도 국가 야유 사건이 발생했다. 이에 국제 축구 연맹(FIFA)은 홍콩의 축구 팬들이 부적절한 행위를 일으켰다고 지적하고 홍콩 축구 협회에 5,000 스위스 프랑의 벌금을 부과했다. 하지만 2015년 11월에 열린 홍콩과 중국의 경기에서도 국가 야유 사건이 발생하면서 홍콩 축구 협회는 2016년 1월에 국제 축구 연맹으로부터 10,000 스위스 프랑의 벌금을 받았다.
중화인민공화국 국무원은 《국가법》이 사회적 가치 함양과 애국심 고취에 도움이 될 것이라며 중국 대륙 뿐만 아니라 홍콩에서도 《국가법》을 적용하겠다는 의사를 밝혔다. 2017년 9월 1일에는 제12기 전국인민대표대회 상무위원회가 제29차 회의에서 《중화인민공화국 국가법》을 채택했고 2017년 10월 1일을 기해 중국 대륙에서 발효되었다. 이 법은 중국의 국가 사용에 관한 규정을 정의하고 있는데 상업 광고에서 국가를 사용하는 것을 금지하고 행사 참석자들은 국가가 연주될 때 "경건하게" 똑바로 서 있어야 한다. 또한 국가의 가사를 수정하거나 조롱하는 행동, 국가를 공공장소의 배경 음악으로 사용하는 행동, "부적절한" 장소에서 국가를 사용하는 행동과 같이 해당 법률을 위반한 사람에게는 최대 15일 동안의 구류에 처해지는데 범죄가 성립되는 경우에는 형사책임을 받을 수 있다.
2017년 11월 4일에는 전국인민대표대회 상무위원회가 《중화인민공화국 국가법》을 《홍콩 기본법》 부칙 제3조에 추가하기로 결정했다. 전국인민대표대회가 중화인민공화국의 주권 영역인 외교, 국방에 관한 법률을 《홍콩 기본법》 부칙 제3조에 추가할 수 있도록 규정한 《홍콩 기본법》 제18조 제2항에 따라 《중화인민공화국 국가법》은 홍콩 특별 행정구 정부의 공포 또는 입법 과정을 통해 홍콩 현지에서 적용된다.

## 입법 과정

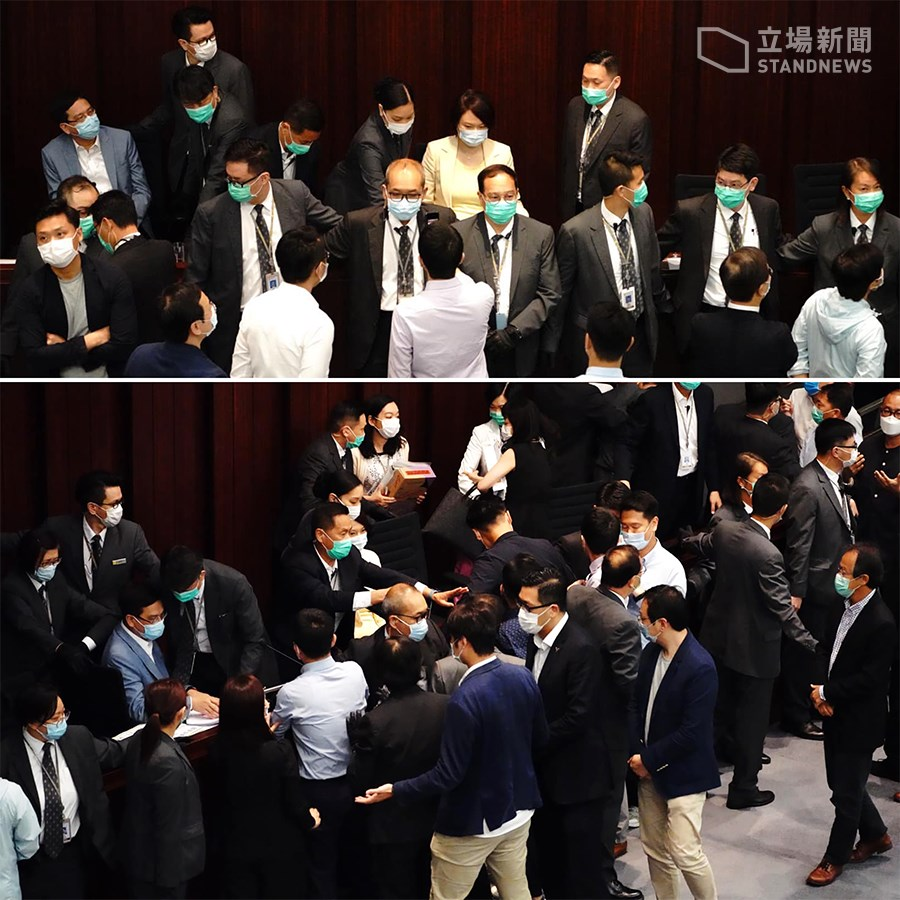
2020년 5월 8일에 홍콩 입법회에서 내무위원회 주석 전용석을 물리적으로 점거하고 있던 스태리 리 의원이 경비원들과 다른 건제파 의원들의 보호를 받고 있다.

홍콩 행정회의는 2019년 1월 8일에 《국가조례》 초안을 작성하고 2주 뒤에 홍콩 입법회에 제출했다. 하지만 《국가조례》 입법 과정은 1번째 심의 과정을 마친 이후에 민주파 의원들에 의해 저지당했고 2019년 7월에는 2019-2020년 홍콩 시위의 여파로 홍콩 입법회가 휴회에 들어가면서 한동안 중단되었다.
2019년 10월에 입법회의 새 회기가 시작된 이후에 건제파(친중파) 성향인 민주건항협진련맹 소속 스태리 리 의원은 홍콩 구의회 선거에 참여하기 위해 내무위원회 주석직에서 물러났다. 따라서 민주파 성향인 공민당 소속 데니스 쿽 의원이 부주석 자격으로 위원회를 주재하였다. 민주파 의원들은 홍콩 입법회 청사 안에서 경찰력이 갖는 권한 범위나 홍콩에서 일어난 코로나19 범유행에 따른 입법회 운영과 같은 문제에 대해 7개월 동안에 걸친 장시간의 필리버스터를 벌이며 내무위원회 주석의 재선을 성공적으로 지연시켰다. 특히 내무위원회에서 입법회 주석을 선출해야 법안을 논의할 수 있었기 때문에 《국가조례》 제정은 사실상 저지되었다.
2020년 5월 8일에는 수개월 동안 계속되고 있던 입법 교착 상태를 해소하기 위해 2019년 이전까지 내무위원회 주석을 역임한 스태리 리 의원이 한동안 공석으로 남아 있던 주석 전용석을 물리적으로 점거했다. 건제파 의원들과 경비원들은 위원회 회의를 진행하기 위해 민주파 의원들을 꼼짝 못하게 했는데 스태리 리 의원은 "나는 정권을 잡은 것이 아니라 현직 내무위원회 주석이다."라며 의원들의 복귀를 촉구했다. 이 과정에서 최소 1명의 민주파 의원이 부상을 당하는 등 몸싸움이 벌어졌고 민주파 의원들 대부분이 퇴장했다. 스태리 리 의원과 코니 펑 법률 자문위원은 민주파 의원들의 필리버스터로 인해 6개월 동안 주석이 선출되지 못한 비정상적인 상황 때문에 스태리 리 의원이 의사를 진행할 수 있다고 밝혔다. 영국에서 활동하는 홍콩 전문 비정부 기구인 홍콩 워치는 "현재의 홍콩 입법회 정체 사태는 건제파가 다수당임에도 불구하고 민주파가 가진 유일한 전략인 필리버스터로 인하여 체제가 무너진 데에 따른 직접적인 결과"라고 지적했다. 보도에 따르면 스태리 리 의원은 중국의 국가를 경시하는 행동을 범죄로 규정하고 《홍콩 기본법》 제23조에 따른 《국가보안법》 도입을 재시도할 것이라고 한다.
2020년 5월 18일에는 홍콩 입법회 내무위원회 주석으로 선출된 민주건항협진련맹 소속 스태리 리 의원이 《국가조례》를 심의하고 표결을 진행하겠다고 밝혔다. 2020년 5월 28일에는 홍콩 입법회가 《국가조례》의 2번째 심의 과정을 마쳤다. 이 과정에서 민주파 의원 2명이 회의장에서 쫓겨났다. 특히 테드 후이 의원(민주당 소속)은 앤드루 렁 입법회 주석(홍콩 경제민생연맹 소속)을 향해 썩은 화초를 던지면서 "일국양제는 썩었고 홍콩의 법치와 가치도 썩었다."고 항의하기도 했다. 테드 후이 의원은 나중에 벌금형을 선고받았다.
2020년 6월 4일에는 홍콩 입법회가 《국가조례》의 3번째 심의 과정을 마치고 찬성 41표, 반대 1표로 가결했다. 건제파에서는 의원 42명 가운데 기권한 앤드루 렁 주석을 제외한 41명이 찬성표를 던졌다. 반면 민주파에서는 의원 23명 가운데 1명만 반대표를 던졌고 나머지는 모두 불참했다. 투표 직전에 민주파 성향의 레이먼드 챈(인민역량 소속)과 에디 추(팀 에디 추와 서신제 소속) 의원은 "고무 도장과 같은 앤드루 렁 입법회 주석이 자행한 행동은 만년 동안 계속될 것이다. 살인 정권은 영원한 악취를 낸다. 우리는 31년 전에 일어난 1989년 톈안먼 사건을 일으킨 중국 공산당을 절대로 용서해서는 안 되고 책임을 물어야 한다."라고 공개적이라고 비난하면서 연단 앞에서 오물이 들어있던 플라스틱 통을 던졌다. 이들은 나중에 벌금을 물게 되었다. 2020년 6월 11일에는 캐리 람 홍콩 행정장관이 《국가조례》에 서명했으며 2020년 6월 12일에 발행된 홍콩 정부 관보에 게재되면서 발효되었다.
2021년 7월 30일에는 홍콩 경찰이 처음으로 《국가조례》를 위반한 범인을 체포했다. 체포된 범인은 군통에 위치한 apm 쇼핑몰에서 열린 2020년 도쿄 하계 올림픽 펜싱 남자 플뢰레 개인전에서 금메달을 획득한 홍콩의 정가롱의 시상식 중계 현장에서 중화인민공화국의 국가가 연주되자 주변 사람들에게 야유를 보내고 "우리는 홍콩"(We are Hong Kong)이라는 구호를 외치도록 요구한 40대 남자 인터넷 뉴스 기자였다.

## 조례와 관련된 우려
홍콩의 진보주의 변호사 그룹에 소속된 크레이그 초이 변호사는 홍콩의 텔레비전에서 국가가 울려퍼질 때에 술집에 있는 모든 웨이터와 손님들이 일어나기를 기대하는 것은 비현실적이라며 논란을 피하기 위해 지역 방송국들이 국가를 연주하는 것을 중단해야 한다고 주장했다. 홍콩 대학교의 수석 법학 교수인 에릭 청도 국가가 연주될 때에 일어나는 것을 의무화하는 조항이 포함된 것은 비현실적이라고 비판했다. 에릭 청은 또한 "중국 대륙에서 사회주의의 이념과 표현을 따라야 한다면 상당히 무서울 것"이라고 지적했다.
에릭 청은 홍콩 정부가 제안한 《국가조례》의 "이념적"이고 "지침적"인 조항은 학생들에게 《의용군 행진곡》의 역사를 이해하고 노래하는 법을 가르칠 필요가 있다는 조항과 함께 관습법 규범에서 "완전한 일탈"에 해당된다고 비판했다. 중국 대륙에서 제정된 《국가법》에 따르면 "초등학교와 중등학교에서는 애국심을 고취시키고 학생들이 국가 제창을 배울 수 있도록 조직하며 학생들에게 국가의 역사와 정신을 가르치고 국가 연주와 제창에서 지켜야 하는 예절을 준수하도록 교육에서 국가를 중요한 요소로 간주하여야 한다."고 명시하고 있다. 에릭 청은 이 조항이 명시되어 있지만 가해자를 처벌하지 않을 경우에는 고의로 그런 행위를 하는 사람들이 있을 수 있으며 법률의 엄숙함과 품위를 떨어뜨릴 것이라고 지적했다.
이에 대해 캐리 람 홍콩 행정장관은 《국가조례》 제정의 백지화와 공개적인 협의가 필요하다는 우려와 요구에 대해 "공론화라는 용어를 굳이 고집해야 하는지 이해할 수 없다."며 일축했다. 캐리 람 행정장관은 또한 제안된 《국가조례》는 국가를 의도적으로 모욕하는 사람들을 대상으로 하며 홍콩 시민들은 그것에 대해 걱정할 필요가 없다고 주장했다.

## 같이 보기
- 국기 및 국가에 관한 법률
- 영광이 다시 오길